# NGC 344
NGC 344 é uma galáxia espiral (S) localizada na direcção da constelação de Cetus. Possui uma declinação de -23° 13' 44" e uma ascensão recta de 0 horas, 58 minutos e 25,4 segundos.
A galáxia NGC 344 foi descoberta em 1886 por Frank Müller.